# HMS Sigrun (A256)
HMS Sigrun var ett tvättbytesfartyg som tillhörde den svenska marinen. Fartyget byggdes av Falkenbergs Varv, och levererades till marinen i början av oktober 1961. Till en början var hon avsedd att bli en civil ståltrålare, men under byggnationen specialbyggdes hon för uppgiften att snabbt kunna betjäna ett örlogsfartyg med tvättbyte. Fartyget var 32 meter långt och 9 meter brett, och de två dieselmotorerna på 185 hästkrafter vardera gav henne en fart av 12 knop. Besättningen bestod av en fartygschef samt 12 underbefäl och meniga. Sigrun kunde följa kustflottan vart som helst runt kusten vilket innebar att de större fartygen sparade in mycket gångtid, då man själva inte var tvungen att gå till de fasta bytescentralerna för att byta ut sin tvätt.